# Нурія Льягостера Вівес
Нурія Льягостера Вівес (ісп. Nuria Llagostera Vives) — колишня іспанська тенісистка, переможниця двох турнірів WTA в одиночному та 16-ти в парному розряді.
2009 року в парі з Марією Хосе Мартінес Санчес, Льягостера Вівес виграла парні змагання на Чемпіонаті WTA.
Тенісистка завершила кар'єру 2013 року після позитивної проби на метамфетамін і дискваліфікації на два роки.

## Фінали турнірів WTA

### Одиночний розряд (2–1)
| Результат | №  | Дата            | Турнір                                                   | Поверхня | Супротивниця         | Рахунок        |
| --------- | -- | --------------- | -------------------------------------------------------- | -------- | -------------------- | -------------- |
| Поразка   | 1. | 26 вересня 2005 | Guangzhou International Women's Open, Гуанчжоу, КНР      | Хард     | Янь Цзи              | 6–4, 4–0, ret. |
| Перемога  | 1. | 8 травня 2005   | Grand Prix SAR La Princesse Lalla Meryem, Рабат, Марокко | Ґрунт    | Чжен Цзє             | 6–4, 6–2       |
| Перемога  | 2. | 24 лютого 2008  | Copa Colsanitas, Богота, Колумбія                        | Ґрунт    | Марія Емілія Салерні | 6–0, 6–4       |

### Парний розряд (16–11)
| Результат | №   | Дата             | Турнір                     | Поверхня | Партнерка                  | Супртивниці                                     | Рахунок                |
| --------- | --- | ---------------- | -------------------------- | -------- | -------------------------- | ----------------------------------------------- | ---------------------- |
| Перемога  | 1.  | 14 серпня 2004   | Сопот, Польща              | Ґрунт    | Марта Морреро              | Клаудія Янс Аліція Росольська                   | 6–4, 6–3               |
| Поразка   | 1.  | 3 жовтня 2004    | Гасселт, Бельгія           | Хард (п) | Марта Морреро              | Мара Сантанджело Дженніфер Расселл              | 6–3, 7–5               |
| Поразка   | 2.  | 8 травня 2005    | Рабат, Марокко             | Ґрунт    | Лурдес Домінгес Ліно       | Емілі Луа Барбора Заглавова-Стрицова            | 3–6, 7–6(8–6), 7–5     |
| Поразка   | 3.  | 18 червня 2005   | 'с-Гертогенбос, Нідерланди | Трава    | Івета Бенешова             | Анабель Медіна Ґарріґес Дінара Сафіна           | 6–4, 2–6, 7–6(13–11)   |
| Перемога  | 2.  | 25 вересня 2005  | Пекін, КНР                 | Ґрунт    | Марія Венто-Кабчі          | Янь Цзи Чжен Цзє                                | 6–2, 6–4               |
| Перемога  | 3.  | 16 червня 2007   | Барселона, Іспанія         | Ґрунт    | Арантча Парра Сантонха     | Лурдес Домінгес Ліно Флавія Пеннетта            | 7–6(7–3), 2–6, [12–10] |
| Перемога  | 4.  | 1 March 2008     | Акапулько, Мексика         | Ґрунт    | Марія Хосе Мартінес Санчес | Івета Бенешова Петра Цетковська                 | 6–2, 6–4               |
| Поразка   | 4.  | 11 травня 2008   | Берлін, Німеччина          | Ґрунт    | Марія Хосе Мартінес Санчес | Кара Блек Лізель Губер                          | 3–6, 6–2, [10–2]       |
| Поразка   | 5.  | 14 червня 2008   | Барселона, Іспанія         | Ґрунт    | Марія Хосе Мартінес Санчес | Арантча Парра Сантонха Лурдес Домінгес Ліно     | 4–6, 7–5, [10–4]       |
| Перемога  | 5.  | 13 липня 2008    | Палермо, Італія            | Ґрунт    | Сара Еррані                | Алла Кудрявцева Анастасія Павлюченкова          | 2–6, 7–6(7–1), [10–4]  |
| Поразка   | 6.  | 5 січня 2009     | Окленд, Нова Зеландія      | Хард     | Арантча Парра Сантонха     | Наталі Деші Мара Сантанджело                    | 4–6, 7–6, [12–10]      |
| Перемога  | 6.  | 21 лютого 2009   | Богота, Колумбія           | Ґрунт    | Марія Хосе Мартінес Санчес | Хісела Дулко Флавія Пеннетта                    | 7–5, 3–6, [10–7]       |
| Перемога  | 7.  | 28 лютого 2009   | Акапулько, Мексика         | Ґрунт    | Марія Хосе Мартінес Санчес | Лурдес Домінгес Ліно Арантча Парра Сантонха     | 6–4, 6–2               |
| Перемога  | 8.  | 19 квітня 2009   | Барселона, Іспанія         | Ґрунт    | Марія Хосе Мартінес Санчес | Сорана Кирстя Андрея Клепач                     | 3–6, 6–2, [10–8]       |
| Поразка   | 7.  | 11 липня 2009    | Бостад, Швеція             | Ґрунт    | Марія Хосе Мартінес Санчес | Флавія Пеннетта Хісела Дулко                    | 6–2, 0–6, [10–5]       |
| Перемога  | 9.  | 17 липня 2009    | Палермо, Італія            | Ґрунт    | Марія Хосе Мартінес Санчес | Марія Коритцева Дарія Кустова                   | 6–1, 6–2               |
| Поразка   | 8.  | 16 серпня 2009   | Цинцинаті, США             | Хард     | Марія Хосе Мартінес Санчес | Кара Блек Лізель Губер                          | 6–3, 0–6, [10–2]       |
| Перемога  | 10. | 23 серпня 2009   | Торонто, Канада            | Хард     | Марія Хосе Мартінес Санчес | Саманта Стосур Ренне Стаббс                     | 2–6, 7–5, [11–9]       |
| Перемога  | 11. | 29 серпня 2009   | Нью-Гейвен, США            | Хард     | Марія Хосе Мартінес Санчес | Івета Бенешова Луціє Градецька                  | 6–2, 7–5               |
| Перемога  | 12. | 1 листопада 2009 | Доха, Катар                | Хард     | Марія Хосе Мартінес Санчес | Кара Блек Лізель Губер                          | 7–6(7–0), 5–7, [10–7]  |
| Перемога  | 13. | 20 лютого 2010   | Дубай, ОАЕ                 | Хард     | Марія Хосе Мартінес Санчес | Квета Пешке Катарина Среботнік                  | 7–6(7–5), 6–4          |
| Поразка   | 9.  | 8 травня 2010    | Рим, Італія                | Ґрунт    | Марія Хосе Мартінес Санчес | Флавія Пеннетта Хісела Дулко                    | 6–4, 6–2               |
| Перемога  | 14. | 9 квітня 2011    | Марбелла, Іспанія          | Ґрунт    | Арантча Парра Сантонха     | Роберта Вінчі Сара Еррані                       | 3–6, 6–4, [10–5]       |
| Поразка   | 10. | 9 липня 2011     | Бостад, Швеція             | Ґрунт    | Арантча Парра Сантонха     | Лурдес Домінгес Ліно Марія Хосе Мартінес Санчес | 6–3, 6–3               |
| Перемога  | 15. | 7 січня 2012     | Брисбен, Австралія         | Хард     | Арантча Парра Сантонха     | Ракель Копс-Джонс Абігейл Спірс                 | 7–6(7–2), 7–6(7–2)     |
| Перемога  | 16. | 23 червня 2012   | Істборн, Велика Британія   | Трава    | Марія Хосе Мартінес Санчес | Лізель Губер Ліза Реймонд                       | 6–4, ret.              |
| Поразка   | 11. | 6 жовтня 2012    | China Open, Пекін          | Хард     | Саня Мірза                 | Катерина Макарова Олена Весніна                 | 5–7, 5–7               |

## Зовнішні посилання
- Досьє на сайті WTA

## Виноски
1. ↑  Player Profile // WTA website
2. ↑  Enciclopèdia de l'esport català — Grup Enciclopèdia, 2012.

| Тенісист | Це незавершена стаття про тенісиста чи тенісистку. Ви можете допомогти проєкту, виправивши або дописавши її. |